# Fantine Harduin
Fantine Harduin (Moeskroen, 23 januari 2005) is een Belgisch actrice. Ze speelde onder andere de rol van Eve Laurent in de film Happy End.

## Biografie

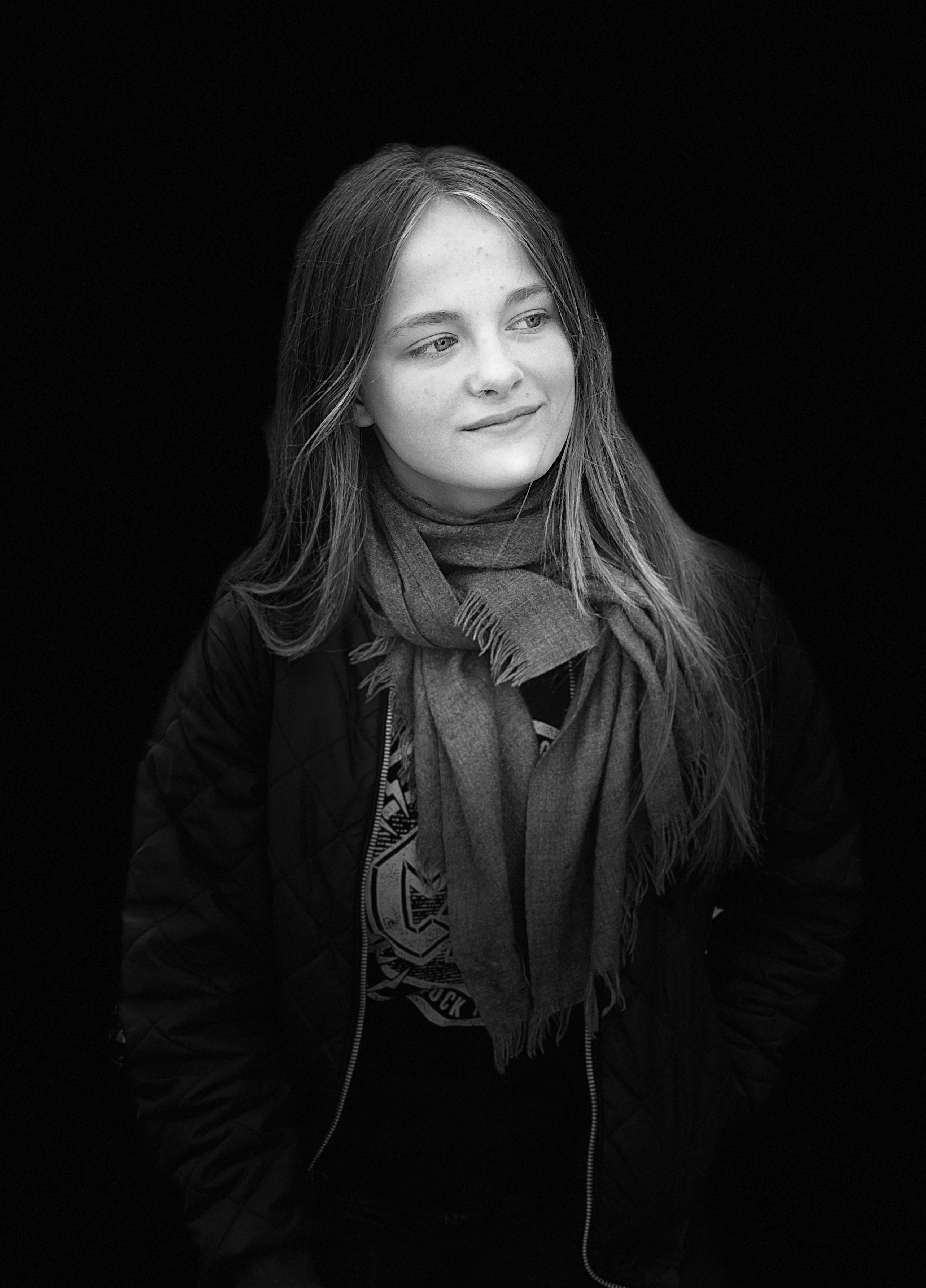
Harduin in 2019

Harduin werd geboren in Moeskroen als dochter van Laurent Harduin. In 2012 werd ze bekend door haar deelname aan Belgium's Got Talent, waarin ze een Mentalistische act deed. Harduin had haar eerste rol te pakken in de televisieserie Engegrades - In the Crosshairs of Justice. In 2017 speelde ze in de film Happy End de rol van Eva Laurent naast Isabelle Huppert en Jean-Louis Trintignant. Deze film was de Oostenrijkse inzending voor Oscar voor beste internationale film op de 90ste Oscaruitreiking. Voor haar rol als Laurent werd Harduin genomineerd voor een Magritte voor meest veelbelovende jonge actrice. Op het Filmfestival van Sitges won Harduin samen met Thomas Gioria een speciale vermelding voor kindacteurs. In 2022 werd Harduin opnieuw genomineerd voor een Magritte voor haar rol in Adodaration.

## Filmografie

### Films
| Jaar | Film               | Rol         | Opmerkingen |
| ---- | ------------------ | ----------- | ----------- |
| 2016 | Le Voyage de Fanny | Erika       |             |
| 2017 | Happy End          | Eve Laurent |             |
| 2018 | Amin               | Célia       |             |
| 2018 | Dans la brume      | Sarah       |             |
| 2019 | Adoration          | Gloria      |             |
| 2024 | Colocs de choc     | Manon       |             |

### Televisie
| Jaar      | Serie                                     | Rol       | Extra          |
| --------- | ----------------------------------------- | --------- | -------------- |
| 2014      | Engegrades - In the Crosshairs of Justice | Charlotte | 2 afleveringen |
| 2016-2019 | Public Enemy                              | Jasmine   | 7 afleveringen |